# Giovanni Stefano Menochio
Giovanni Stefano Menochio (Pseudonym: Giovanni Corona; * 9. Dezember 1575 in Padua; † 4. Februar 1655 in Rom) war italienischer Jesuit, Hochschullehrer und Exeget in der Renaissance.

## Leben
Menochios Vater war der bekannte, aus Pavia stammende Jurist Giacomo Menochio (1532–1607), der die Rechte in Mailand gelehrt hatte. 1625 schrieb Menochio ein voluminöses Werk (956 Seiten Text ohne Indices, Widmung und Vorwort) über die Priesterherrschaft, das den Titel trug: Hieropoliticon, sive institutionis politicae e sacris Scripturis depromptae libri tres, Lyon 1625. Neben den lateinischen Schriften erschienen auch Werke in seiner italienischen Muttersprache. Vielfach wieder neu aufgelegt und weithin rezipiert wurde seine Brevis explicatio sensus literalis totius Sacrae Scripturae ex optimis quibusque auctoribus per epitome collecta (1630).
1648 erschienen seine De republica Hebraeorum libri octo. Menochio wollte zwar an das Werk Carlo Sigonios anknüpfen, blieb aber viel mehr als dieser der römisch-katholischen Theologie verpflichtet. Mit Menochios Werk, das fast 800 Seiten zu je zwei Spalten umfasste, und seinem orthodox-reformierten Pendant, dem Werk De republica Hebraeorum. Libri XII (1704) des niederländischen Theologen Melchior Leydecker (1642–1721), erreichte die Respublica-Hebraeorum-Literatur vom Umfang her gesehen ihren Höhepunkt.
Schon in der Einleitung bezieht sich Menochio auf Sigonio und versucht ihn als orthodoxen Autor, der der römisch-katholischen Lehre verpflichtet geblieben sei, darzustellen. Aber obwohl Menochios Titelarchitektur des Werkes in vielen Punkten noch Übereinstimmungen zeigt und weiterhin ein Hauptinteresse an einer rechtlichen Betrachtung besteht, haben seine De republica Hebraeorum libri octo doch nicht mehr sehr viel mit Sigonios Beitrag zu der Thematik gemein. Menochio schenkte neuen Themen wie z. B. den Gewohnheiten (consuetudines) und Riten der Hebräer Aufmerksamkeit und wählte insgesamt für die gesamte Darstellung im Gegenüber zu Sigonio ein Frage-Antwort-Schema (Quaestio-Methode) für die Behandlung. Vor allem aber liegt Menochios römisch-katholisches Augenmerk auf einem unabhängigen Priestertum, das für ihn neben einem ebenfalls positiv dargestellten Königtum bereits unter den Hebräern existiert habe.

## Werke
- Giovanni Stefano Menochio: Hieropoliticωn siue Institutiones politicæ e S. Scripturis depromptæ, libri tres. Sumptibus Ludovici Prost, haeredis Roville, Lugduni 1625 (Latein, google.it).
- Giovanni Stefano Menochio: Institutionis oeconomicae ex sacris litteris depromptae libri duo. ex officina Rouilliana : sumptib. Andreae et Iacobi Prost, Lugduni 1627 (Latein, google.it).
- Giovanni Stefano Menochio: Brevis explicatio sensus litteralis totius Scripturae. Ioannes Kinchius, Coloniae Agrippinae 1630 (Latein, google.it).
- Giovanni Stefano Menochio: De republica Hebreorum. sumptibus Antonii Bertier, via Iacobæa, sub signo Fortunæ, Parisiis 1648 (Latein, google.it).
- Historia vitae Christi, in-4°.
- Historia sacra ex libro Actuum Apostolorum, in-4°.
- Diatribae eruditae seu storeae etc., 6 voll. in-4°, Rom, 1647.
- De Œconomia Christiana, Venedig, in-4°, 1656
- Historia sacra miscella ex variis auctoribus, Venedig, 1657.